# 细瘦杜鹃
细瘦杜鹃（学名：Rhododendron tenue）为杜鹃花科杜鹃花属下的一个种。

## 扩展阅读
- 維基物種上的相關：细瘦杜鹃